# Najdangijn Tüwszinbajar
Najdangijn Tüwszinbajar (mong. Найдангийн Түвшинбаяр; ur. 1 czerwca 1984) – mongolski judoka, mistrz i wicemistrz olimpijski.
Największym sukcesem zawodnika jest złoty medal olimpijski z Pekinu w kategorii do 100 kg. Podczas igrzysk w Londynie zdobył srebrny medal, przegrywając w finale z Tagirem Chajbułajewem. Srebrny medalista mistrzostw Azji 2007 i brązowy rok później w kategorii do 100 kg.